# Bački Petrovac
Bački Petrovac (cyr. Бачки Петровац) – miasto w Serbii, w Wojwodinie, w okręgu południowobackim, siedziba gminy Bački Petrovac. Leży w regionie Baczka. W 2011 roku liczyło 6155 mieszkańców.

## Miasta partnerskie
- Martin
- Nitra